# Toon Brouwers
Toon Brouwers (Antwerpen, 4 april 1943) is een Vlaamse ere-hoogleraar, essayist, dichter, acteur, literatuurcriticus en vertaler.

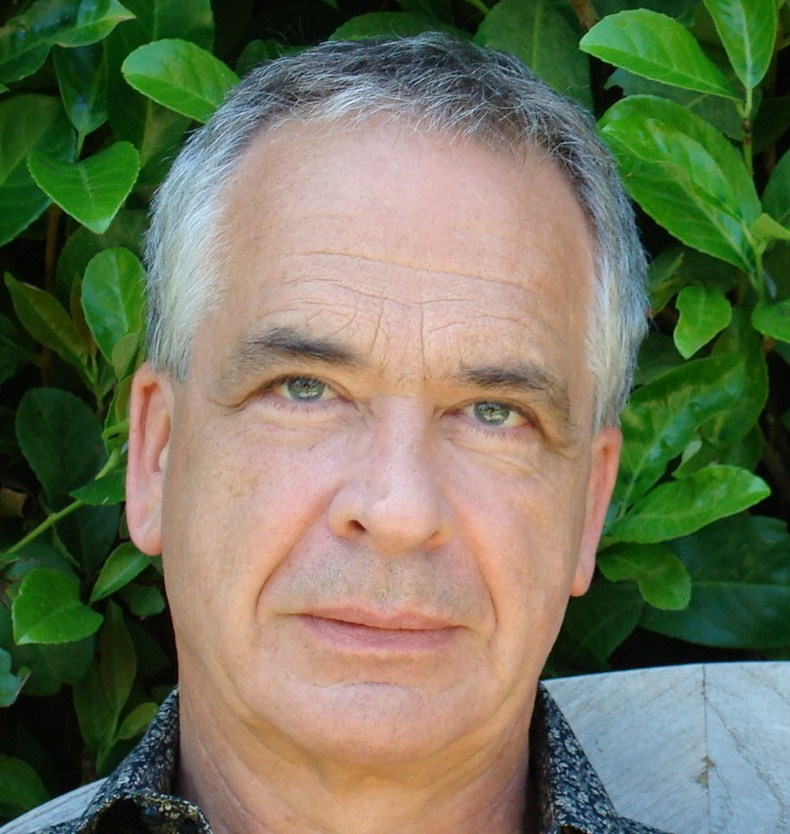
Toon Brouwers

Hij promoveerde tot doctor in de rechten aan de Katholieke Universiteit Leuven, studeerde in 1966-67 Theaterwissenschaft aan de Universität Wien (Oostenrijk), volgde een acteursopleiding aan het Koninklijk Conservatorium te Antwerpen (eerste prijs toneel 1970, hoger diploma voordracht 1972) en werd licentiaat (master) in de theaterwetenschap ('drama en theater', Universiteit Gent).
Van 1970 tot 1991 was hij dramaturg bij de Koninklijke Nederlandse Schouwburg te Antwerpen, en van 1991 tot 1995 directeur van de theaterschool Studio Herman Teirlinck, waar hij onder meer Jan Decleir als 'artistiek leider' engageerde. Toen deze kunsthogeschool in 1995 bij de fusie van de hogescholen in Vlaanderen ophield te bestaan (de opleidingen werden ondergebracht en samengevoegd met de theateropleiding van het Antwerpse Conservatorium) werd Brouwers in januari 1996 hoogleraar aan de Artesis-Hogeschool Antwerpen (van 2013 af Artesis-Plantijn Hogeschool) waar hij aan de departementen Koninklijke Academie voor Schone Kunsten en Koninklijk Conservatorium onder meer theatergeschiedenis, dramaturgie en theateranalyse doceerde, en actief was op het gebied van het onderzoek over en in de dramatische kunst. Tussendoor was hij ook nog actief als acteur voor theater, film en televisie.
Verder was hij medestichter en medewerker van verscheidene theatergroepen en -instellingen, zoals het Nieuw Vlaams Theater (Antwerpen 1972), het Raamtheater (Antwerpen 1978), de beroepsvereniging voor toneelkunstenaars BETON (1987) en het Vlaams Theater Instituut (Brussel 1984).
Hij publiceerde enkele honderden artikels over theater, onder meer in het tijdschrift Documenta en in het maandblad De Scène waarvan hij vele jaren hoofdredacteur was. Verder schreef hij essays over onder meer het Jeugdtheater, de geschiedenis van de Koninklijke Nederlandse Schouwburg / Het Toneelhuis, de theateropleidingen te Antwerpen, en over de regisseur Walter Tillemans en de actrice Jet Naessens. Aan diverse wetenschappelijke publicaties verleende hij zijn medewerking, onder meer aan enkele encyclopedieën. Hij was ook recensent voor het bibliografisch tijdschrift De Leeswolf.
Als literair auteur schreef hij een aantal toneelstukken en scenario’s, vertaalde en bewerkte hij een twintigtal toneelstukken voor diverse beroepsgezelschappen. Hij publiceerde gedichten in diverse literaire tijdschriften en gaf vier dichtbundels uit. Als essayist schreef hij meerdere boeken en honderden artikels over uiteenlopende theateronderwerpen. In 2014 publiceerde hij Antwerpen Theaterstad (Leuven, uitgeverij LannooCampus): een standaardwerk over de geschiedenis van het theater in Antwerpen in al zijn vormen (toneel, jeugdtheater, poppentheater, opera, dans & ballet, etc.), van de Tweede Wereldoorlog tot het begin van de een en twintigste eeuw.

## Acteur (selectie)

### Beroepstheater
- Puck in Midzomernachtsdroom van William Shakespeare (ACT)
- Mistoris in De Bokkenrijders van Tone Brulin (Nieuw Vlaams Theater)
- Mijnheer Moortgat in Trijntje van Saardam van Eugeen Winters (KNS)
- Vakbondsleider in De Minerva  van Jan Christiaens (KNS)
- Pater Thomas in 1585 van Jan Christiaens (KNS)

### Langspeelfilms
- 1991: Elias (Elias of het gevecht met de nachtegalen). Regisseur/director: Klaas Rusticus. Rol: Vader
- 1996: Alles moet weg (Everything Must Go). Regisseur/director: Jan Verheyen (1996). Rol: Professor
- 1995: De Ooggetuige (A perte de vue). Regisseur/director: Emile Degelin (1995). Rol: Professor Thomas

### Televisieseries
- 1978: De Collega’s (TV serie), aflevering: De Stoel. Rol: Klasseerder
- 1992 (ca.): De Kotmadam (TV serie). Rol: gastrol
- 1993: F.C. De Kampioenen (TV serie), aflevering 4-4: Rode Vlekjes. Rol: Willem Corthout
- 1995: Ons Geluk (TV serie), Rol: inspecteur BOB
- 1997-1998: Wittekerke (TV serie), afleveringen 5-16, 5-17 en 6-9. Rol: Dokter
- 1999: Heterdaad (TV serie), aflevering 4-3. Rol: Politicus
- 2002: Sedes & Belli (TV Serie), aflevering 1-2: Partners. Rol: Frits Andriessen
- 2002-2003: Spoed (TV Serie), afleveringen: Een nieuw begin (2002), Oekraïne 2 (2003). Rol: Arts
- 2003: Droge voeding, kassa 4 (TV Serie), aflevering 3-29: Korte kussen lange jassen. Rol: klant
- 2004: Witse (TV Serie), aflevering: De Tipgever, deel 2. Rol: Zaakvoerder immokantoor
- 2005: Kinderen van Dewindt (TV Serie), aflevering: De een zijn brood. Rol: Dokter
- 2005: De wet volgens Milo (TV Serie): aflevering 1-4. Rol: Dokter Vonk
- 2016: Auwch (TV Serie): Aflevering 1-7 Rot Fruit. Rol: Manager 'The Fruit Company'

Verder: diverse rollen in educatieve en instructieve films voor o.m. Generale Bank, Fidelitas, Mevipro, Gemeentekrediet, Rhône-Poulenc, Zabriski-Films, Aurorix, Belgisch Ministerie van Europese Zaken, Belgisch Ministerie van Binnenlandse Zaken, CERA-Bank, ORBID, Sandoz, Brugge Culturele Hoofdstad, e.a.

## Regisseur (toneelregies, selectie)
- Leonce en Lena (Georg Büchner), ACT, Antwerpen, 1968
- De Kontrabas (Patrick Süskind), Raamtheater Antwerpen, 1983
- Krapps laatste Band (Samuel Beckett), Koninklijke Nederlandse Schouwburg, Antwerpen, 1985
- Het Proces Vincente Villalba (Fernand Auwera), Amnesty International, Gent, 1994

## Publicaties
In boekvorm
- De lange Wandeling (dichtbundel): ’s Gravenhage, Nijgh & Van Ditmar, 1974
- Landelijke Gedichten (dichtbundel): Antwerpen, Soethoudt, 1977
- KNS 125 Antwerpen, KNS, 1978
- Vlaams Theaterjaarboek: jaarlijks van 1983/84 tot 1998. Antwerpen, Uitg. De Scène 1983-95, Uitg. Vlaams Theater Instituut 1995-98 (ed.)
- De Pen van de Planken Interviews met Vlaamse toneelauteurs. Antwerpen, Uitg. De Scène, 1990
- Weer Vertrekken (dichtbundel). Antwerpen, Facet Internationaal, 1991
- Ghetto, drama van Joshua Sobol (vertaling Toon Brouwers). Antwerpen, Theaterwinkel, 1987>
- Het laatste Glas, thriller van Francis Durbridge. (vertaling Toon Brouwers). Antwerpen, Theaterwinkel, 1988
- Open venster-Open deur (Jaarboek HIDK); Antwerpen, HIDK, 1992 (ed.)
- Prinselijk Vertoon (Jaarboek HIDK). Antwerpen, HIDK, 1993 (ed.)
- Wachten op GodHOBU (Jaarboek HIDK), Antwerpen 1994 (ed.)
- Hard en Ziel (Jaarboek HIDK). Antwerpen, HIDK, 1995 (ed.)
- Steden, de Stad (dichtbundel). Antwerpen, Facet, 1996
- Walter Tillemans. Brussel,Vlaams Theater Instituut, 1997>
- Van declameren naar spelen. Van het Conservatorium en de Studio tot het Herman Teirlinck Instituut. Antwerpen, Hogeschool Antwerpen, 2003
- Toon Brouwers, Jozef De Vos, Frank Peeters, Luk Van den Dries, Jaak Van Schoor: Tussen De Dronkaerd en Het kouwe Kind. 150 Jaar Nationael Tooneel, Koninklijke Nederlandse Schouwburg en Het Toneelhuis. Gent, Ludion, 2003.
- Jet Naessens: de charme op het toneel. Antwerpen, Hogeschool Antwerpen, 2005.
- Toon Brouwers & Daniëlle De Regt: Synergieën tussen Kunstopleidingen, Kunststudies en Kunstpraktijk. Antwerpen, Artesis Hogeschool, 2009
- Gastvoorstellingen door Elckerlijc Genootschap en KNS-Antwerpen 1957-1986. Antwerpen, AP Hogeschool, 2014
- Antwerpen Theaterstad. Aspecten van het theaterleven in Antwerpen in de tweede helft van de twintigste eeuw. Leuven: LannooCampus / Antwerpen: Koninklijk Conservatorium, 2015

In brochurevorm
- Vademecum voor Auteur en uitgever Praktische handleiding voor het opstellen van een contract. Antwerpen, VVL, 1979 (in samenwerking met dr. jur. Albert Van Hoeck)
- De Koninklijke Nederlandse Schouwburg te Antwerpen: een visie over het te voeren beleid. Antwerpen, s.ed., 1986.
- Wandelen met Eva (scenario voor danstheater). Antwerpen, Dansproject, 1988
- De Fusillade (typoscript): filmscenario, 1990, 1995(2)
- Jeugdtheater te Antwerpen 1940-1945. Gent, Universiteit Gent, 1991 (masterscriptie)
- Inleiding tot de geschiedenis van de Dramatische Kunst. (Westerse Theatergeschiedenis. 1: Van de klassieke oudheid tot de romantiek. 2: Van de barok tot de romantiek. 3: Het realisme en andere moderne stromingen. 4: Van de 2de wereldoorlog tot vandaag). Antwerpen, HA, 1995
- Van Zonnebloem tot Jeugdtheater. Antwerpen, HIDK, 1995
- Naar een Symbiose van Theorie en Praktijk? Een samenwerking tussen Universitair en Hoger Kunstonderwijs. Hogeschool Antwerpen Dpt. D en B, 2005
- Patricia Beysens & Toon Brouwers: Onderzoek naar een methodologie voor nieuwe vormen van kleinschalig hedendaags muziektheater. Antwerpen, Hogeschool Antwerpen dep. D, 2006
- Toon Brouwers & Danielle de Regt: Onderzoek naar synergieën tussen UA-kunststudies en HA-kunstopleidingen, en Actoren in het werkveld. Antwerpen, Hogeschool Antwerpen, 2007

Oorspronkelijke toneelstukken (in brochurevorm uitgegeven, auteursbureau ALMO, Antwerpen)
- Het gulden Vlies, dramatisch spel (1 V), creatie Antwerpen, Fakkelteater, 1992
- Twee Zusters, dramatisch spel (2 V, 1 M), creatie Hasselt, De Eenhoorn, 2005
- Hundertwasser, dramatisch spel (2 V, 2 M), creatie Turnhout, Benego, 1998

Literaire vertalingen (in brochure- of boekvorm uitgegeven door de vermelde theaters of instellingen)
- Leonce en Lena (Leonce und Lena), satire door Georg Büchner. (Antwerpen, KCA, 1969)
- De Reis naar Pitsjepatsj (Die Reise nach Pitchepatch), jeugdmusical door Rainer Hachfeld & Volker Ludwig. (Antwerpen, KJT, 1973)
- Zeven in één Slag (Sieben auf einem Streich), jeugdmusical door Heinz Wunderlich & Josef Breuer (Antwerpen, KJT, 1973)
- Minna von Barnhelm (Minna von Barnhelm), blijspel door Gotthold E. Lessing (Antwerpen, KNS, 1974)
- South Pacific (South Pacific), musical door Rodgers & Hammerstein (Antwerpen, KVO, 1974)
- Arme Moordenaar (Ubohy Vrah), dramatisch spel door Pavel Kohout (Antwerpen, KNS, 1974)
- Feest bij Papadakis (Ein Fest bei Papadakis), jeugdstuk door Volker Ludwig & Chr. Sorghe (Antwerpen, KJT, 1975)
- Oom Vanja (Dyadya Vanya), toneelspel door Anton Tsjechov (Antwerpen, KNS, 1976)
- Het Dievenbal (Le bal des voleurs), komedie door Jean Anouilh (Brussel, BRT, 1977)
- Het Geld ligt op de Bank (Das Geld liegt auf der Bank), blijspel door Curth Flatow (Antwerpen, KNS, 1977)
- Voor Vorst en Vaderland (For King and Country), dramatisch spel door John Wilson (Antwerpen, KNS, 1978)
- Amerika (Amerika), toneelspel door Pavel Kohout en Ivan Klima, naar Kafka (Antwerpen, KNS, 1980)
- De zaterdagse Vrij-dag (The Pomeroy Plan), komedie door Gene Stone (Antwerpen, KNS, 1981)
- De Kontrabas (Der Kontrabass), toneelspel door Patrick Süskind (Antwerpen, Raamtheater, 1983)
- De Speler (Der Spieler), toneelspel door Pavel Kohout, naar Dostojevski (Antwerpen, KNS, 1983)
- Romantische Komedie (Romantic Comedy), blijspel door Bernard Slade (Antwerpen, KNS, 1985)
- Ghetto (Ghetto), drama door Joshua Sobol (Antwerpen, KNS, 1987)
- Het laatste Glas (Nightcap), thriller door Francis Durbridge (Antwerpen, KNS, 1988)
- Burgerman en de Brandstichters (Biedermann und die Brandstifter), satire door Max Frisch (Antwerpen, Ensemble KNS-RaamTeater, 1991)
- Nonkel Vanja (Dyadya Vanya), toneelspel door Anton Tsjechov (Antwerpen, ALMO, 1996)

In tijdschriften en verzamelpublicaties
- Gedichten: in diverse tijdschriften o.m.: Ons Leven, Nieuwe Stemmen, Impuls, De Spectator, Kruispunt- Summier, Dimensie, Actietribune, Den Hopsack, Poëziekrant, Deus ex Machina etc.; en in verzamelbundels o.m.: De kortste verhalen en gedichten, Poëzie over Brussel, Ontzette Stad.
- Honderden (+500) literaire, wetenschappelijke, informatieve en kritische artikels in dagbladen, tijdschriften, boeken etc., o.m. in: Ons Leven, Brug, De Scène, Het Toneel, Programmabrochures Vlaamse Opera, Programmabrochures KNS, Toneel- en Muziekleven,  Europalia, De Nieuwe, Gazet van Antwerpen, De Morgen, De Vlaamse Elsevier, Theaterkrant, Tijdschrift Sabam, Tijdschrift VVT, Tijdschrift Sodipa, Fonds Informatief, Uitkrant Antwerpen, Raamkrant, Jongerenagenda, Facts and Info, Theaterkrant Maastricht, Tijdschrift van de Stad Antwerpen, Cultureel Jaarboek Stad Antwerpen, Dramatisch Akkoord, Tribune, Vlaams Theaterjaarboek, Yang, Antwerp Art Info, Teater, Etcetera, Forum, Mededelingen VVL, Leesidee, De Leeswolf, De Auteur, PEN-Tijdingen, Documenta, e.a.

#### Kleine selectie
- Oppenheimer: uw zaak, in: Ons Leven, 1965-66 nr. 7 (p. 6-7).
- Don Carlos, programmabrochure Koninklijke Vlaamse Opera, 1968-69 (p. 255-258)
- Oost-Berlijnse theaterindrukken, in: Toneel- en Muziekleven, januari 1971 (p. 11)
- 125 Jaar theater voor het volk, in: Tijdschrift van de Stad Antwerpen, 1979 nr. 2 (p. 66-83)
- Tweemaal hetzelfde? in: Dramatisch Accoord nr 13, 1980 (p. 71-78)
- Cultuur brengt op, in: De Scène, januari 1986 (p. 3-4)
- Sam Bogaerts: de ironie geïroniseerd, in: De Scène, januari 1986 (p. 5-6)
- Hoe moe is Tone Brulin? in: De Scène, jg. 28 nr. 1, september 1986 (p. 6-8)
- Herman Teirlinck, en de Studio vandaag, in: Open venster-Open deur. Jaarboek 1991-1992. Antwerpen, HIDK, 1992 (p. 15-18)
- Op het puntje van je stoel, 50 jaar Koninklijk Jeugdtheater (Antwerpen, KJT 1994)
- Een controversiële Man is Man in de Antwerpse KNS. Het maatschappelijk engagement van Walter Tillemans, in: R. Erenstein (ed.): Een Theatergeschiedenis der Nederlanden. (Amsterdam, Royal Netherlands Academy of Arts and Sciences & University Press, 1996 (p. 744-751)
- Van Vlaamse Adekdotiek tot universaliteit, in: LeesIdee, februari 1997 (p. 36)
- De Opleiding Dramatische Kunst van het KVC. Van de kunst van het uitgalmen tot de kunst zichzelf te zijn, in: Koninklijk Vlaams Conservatorium Antwerpen 1898 School - Conservatorium - Hogeschool 1998. Traditie en Vernieuwing. Antwerpen, Hogeschool Antwerpen, 1998 (p. 161-168)
- Annie M.G. Schmidt, Wacht maar tot ik dood ben, in: LeesIdee, 2000/09 (p. 761-762)
- Dionysos en zijn Bakchanten, in: Documenta, 2002 nr. 1 (p. 36-51)
- In de coulissen van De Scène, in: Liber amicorum Prof. dr. Jaak Van Schoor.  Gent, Universiteit Gent, 2003 (Studies in Performing Arts and Film, nr. 5, p. 252-256)
- Tone Brulin, een uitzonderlijk theaterleven, in:  De Leeswolf, 2003 nr. 1 (p. 61)
- Literatuur, Film en Theater, in: De Auteur, maart 2004 (p. 6-10)
- Mephisto en Mefisto for ever, in: Documenta, 2006 nr. 3-4 (p. 208-216)
- De wraak van de vrede: Cassiers’ ‘Triptiek van de Macht’, in: Documenta, 2008 nr. 4, blz. 244-254
- Artaud en Vlaanderen, in: Toon Brouwers,Thomas Crombez, e.a.: Eigentijdse Ritualiteit. Hogeschool Antwerpen & Universiteit Antwerpen,2008.
- De Ziel als Ambacht, in: Een vermoeden van talent. Brussel, Academic and Scientific Publishers 2009 (p. 35-47)
- Tom Lanoye: De Russen!, in: De Leeswolf, 2011 nr. 8 (p. 588)
- Augustus, ergens op de vlakte, in: Documenta 2014,  jg. 32, nr. 3-4 (p. 265-268)

In wetenschappelijke publicaties
- Diverse lemmata in Encyclopedieën: Grote Nederlandse Larousse Encyclopedie, Grote Oosthoek Encyclopedie, The World Encyclopedia of Contemporary Theatre (London/New York/ Routledge 1994)
- Op het puntje van je stoel, 50 jaar Koninklijk Jeugdtheater (Antwerpen, KJT 1994)
- Medewerking aan het Nederlands-Vlaams wetenschappelijk interuniversitair project: Een Theatergeschiedenis der Nederlanden (Amsterdam: Royal Netherlands Academy of Arts and Sciences. Amsterdam: University Press 1996) olv. Prof. dr. R. Erenstein (Univ. Amsterdam)

Nevenactiviteiten  (selectie)
- Medestichter in 1969 (samen met o.m. Pol Arias, Tone Brulin, Richard Declerck, Alfons Goris, Jozef Van Hoeck, Hugues C. Pernath, Lucienne Stassaert, Walter Tillemans, Bert Van Kerkhoven, Jaak Van Schoor, Emiel Willekens e.a.) van het Centrum voor Nederlandse Dramaturgie vzw te Antwerpen, ter bevordering van de Nederlandstalige toneelschrijfkunst
- Lid van de Raad van Advies voor Toneel (1978-84)
- Lid van de Algemene Conferentie der Nederlandse Letteren ((1978-84)
- Jurylid van de Nederlands-Vlaamse Edmond Hustinxprijs voor toneel te Maastricht, van 1974 tot 2014
- Medestichter in 1978 (samen met o.m. Carlos Tindemans, Marc Clémeur en Frie Leysen) van Open Theater vzw, (vereniging ter bevordering van het theaterleven, in het bijzonder de vernieuwende, experimentele en alternatieve uitingen ervan) te Antwerpen
- Medestichter (samen met o.m. Guido Minne, Roger Rennenberg, Carlos Tindemans, Marianne Van Kerkhoven en Jaak Van Schoor) en lid van de raad van bestuur van de vzw Vlaams Theater Instituut (in oprichting), Brussel 1984.
- Lid van de vzw Commissie voor Onderlinge Hulp en Solidariteit van SABAM van 1988 tot 2014 (voorzitter van 2002 tot 2014)
- Recensent theaterliteratuur voor het Vlaams Bibliografisch Informatiecentrum en voor Lees-Idee en De Leeswolf, kritisch-bibliografisch tijdschrift te Antwerpen, van 1995 tot 2014
- Lid van de Commissie voor Letterkunde, en jurylid van diverse provinciale prijzen (Provincie Antwerpen) van 1987 tot 2014
- Lid van de raad van bestuur van het Vlaams Centrum van het Internationaal Theater Instituut (ITI-Belgium), Antwerpen, van 1989 tot 1995
- Tempus-Coördinator, Internationaal Tempus-Project JEP-1633-91 van de Europese Unie (EU), met als partners: kunstopleidingen te Nottingham, Gent, Antwerpen, Rotterdam, Praag, Brno en Bratislava (1991-1994)
- Lid van het ‘Reading Committee’ van de European Theatre Convention, (Grand Duché de Luxembourg), 1993-94
- Lid van de raad van bestuur van de Vereniging van Vlaamse Letterkundigen (1997-1995) en voorzitter van 1999 tot 2002.
- Lid van de raad van bestuur van de Koepel van Vlaamse Auteursverenigingen en voorzitter van 2002 tot 2005.
- Wetenschappelijk medewerker Koninklijk Conservatorium Antwerpen(Artesis-Plantijn Hogeschool), van 2009 tot 2015.
- Docent Schrijversacademie Antwerpen, van 2009 tot 2014.

Prijzen en onderscheidingen
- Modest Lauwerijsprijs voor voordrachtkunst, (KMC Antwerpen), 1969
- Mina Dilis-Beersmansprijs voor toneel, (KMC Antwerpen), 1970
- Annie Rutzkyprijs, 1970
- Basiel de Craeneprijs voor poëzie, (Vlaamse Poëziedagen, Deurle a/d Leie), 1973
- Prijs van het Documentatiecentrum voor Dramatische Kunst (Universiteit Gent) voor het essay ‘Jeugdtheater te Antwerpen 1940-45’, 1994

- International Standard Name Identifier: 0000 0000 3223 7054
- Library of Congress Control Number: n94094994
- MusicBrainz: 267186af-f0e4-472a-982d-8cb9c8e9174b
- Nederlandse Thesaurus van Auteursnamen: 071889205
- Système universitaire de documentation: 164536949
- Virtual International Authority File: 244630253
- WorldCat: E39PBJjMDmRkgT379Bf8hmwQv3